# Elżbieta de France
Elżbieta de France, fr. Élisabeth de France, Élisabeth de Bourbon, hiszp. Isabel de Borbón (ur. 22 listopada 1602 w Fontainebleau, zm. 6 października 1644 w Madrycie) – królowa Hiszpanii i Portugalii w latach 1621–1644.
Urodziła się jako najstarsza córka króla Francji – Henryka IV i jego drugiej żony – Marii Medycejskiej. Była młodszą siostrą króla Ludwika XIII, starszą siostrą: Krystyny Marii – księżnej-regentki Sabaudii, Gastona – księcia Orleanu i Henryki Marii – królowej Anglii. Kiedy miała 8 lat jej ojciec został zamordowany.
Aby zacieśnić stosunki francusko-hiszpańskie jej matka, regentka Maria Medycejska zaaranżowała podwójne małżeństwo między dwoma rodami królewskimi: Elżbieta miała poślubić Filipa Habsburga, następcę tronu Hiszpanii, a siostra Filipa – Anna Maria Habsburżanka miała zostać żoną jej brata Ludwika XIII. Oba śluby per procura odbyły się tego samego dnia – 25 listopada 1615 – Elżbiety i Filipa w Bordeaux, Anny i Ludwika w Burgos. Po ceremoniach doszło do wymiany księżniczek na wyspie na granicznej rzece Bidasoa, gdzie Elżbieta spotkała po raz pierwszy i ostatni Annę Austriacką, z którą będzie później korespondować już jako królowa Hiszpanii. Stamtąd Elżbieta pojechała do Hiszpanii, a Anna – do Francji.

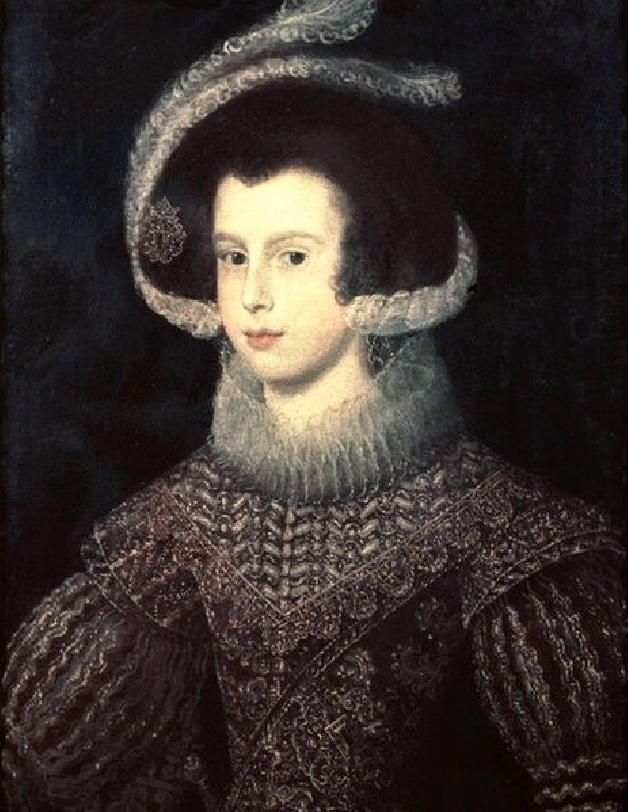
Portret Elżbiety jako księżniczki francuskiej

W Hiszpanii Elżbieta zmieniła imię na Isabel, 31 marca 1621, po śmierci jej teścia, została królową Hiszpanii i Portugalii. Jej małżeństwo nie należało do udanych – Filip ją zdradzał i miał kilkoro nieślubnych dzieci. Natomiast samą Elżbietę podejrzewano o romans z nadwornym poetą Don Juanem de Tassis zwanym Peralta, który w 1622 osobiście wyniósł królową w trakcie pożaru jaki wybuchł na dworze w czasie przedstawienia. Peralta został jednak wkrótce zamordowany, o co podejrzewano samego Filipa IV bądź jego faworyta – hrabiego-księcia Olivares.
Pomimo problemów małżeńskich Elżbieta urodziła ośmioro ślubnych dzieci, z których jednak tylko dwoje ją przeżyło – następca tronu Baltazar Karol oraz najmłodsza z córek – Maria Teresa. Jej syn nie objął jednak tronu, gdyż zmarł młodo, zaledwie dwa lata po śmierci Elżbiety. Maria Teresa natomiast została wydana za bratanka Elżbiety – króla Francji, Ludwika XIV. Małżeństwo to spowodowało później (po wymarciu hiszpańskiej linii Habsburgów w roku 1700) objęcie tronów hiszpańskich przez Burbonów.
Podczas Rewolty Katalońskiej Elżbieta (1640–1659), została regentką i wspierała księcia de Nochera w walce przeciwko hrabiemu-księciu Olivares.
Potomstwo:
- Infantka Maria Margarita – Maria Małgorzata (1621),
- Infantka Margarita Maria Catalina – Małgorzata Maria Katarzyna (1623),
- Infantka Maria Eugenia – Maria Eugenia (1625–1627),
- Infantka Isabel Maria Teresa – Elżbieta Maria Teresa (1627),
- Baltasar Carlos – Baltazar Karol, książę Asturii (1629–1646), zaręczony z Marianną Habsburg, późniejszą drugą żoną Filipa IV,
- Infant Francisco Fernando – Franciszek Ferdynand (1634),
- Infantka Maria Ana Antonia – Maria Anna Antonia (1636),
- Infantka Maria Theresa – Maria Teresa (1638–1683), królowa Francji jako pierwsza żona Ludwika XIV.